# Großer Preis von Baden-Württemberg (Motorrad)

Der Hockenheimring wie er 1986 befahren wurde.

Der Große Preis von Baden-Württemberg für Motorräder war ein Motorrad-Rennen zur Motorrad-Weltmeisterschaft.
Er fand nur einmal, am 28. September 1986 auf dem Hockenheimring statt, wurde nach Saisonende nur in den Klassen bis 80 und bis 125 cm³ sowie bei den Gespannen ausgetragen und für die Weltmeisterschaft gewertet.
Beim Grand Prix gab der spätere zweifache Vize-Weltmeister Ralf Waldmann sein Debüt in der Motorrad-WM. Er startete auf Rieju in der 80-cm³-Klasse und belegte den 19. Rang. Mit der Deutschen Petra Gschwander startete erstmals seit Gina Bovaird 1982 wieder eine Frau in der WM. Sie schaffte es jedoch nicht, sich für das 80er-Rennen zu qualifizieren.
In der Achtelliterklasse sicherte sich der Italiener Luca Cadalora auf Garelli mit Rang zwei hinter seinem Teamkollegen Fausto Gresini den letzten noch zu vergebenden WM-Titel der Saison.

## Statistik
| Jahr | Strecke        | Klasse   | Sieger                            | Zweiter                           | Dritter                       | Pole-Position                     | Schn. Rennrunde                   |
| ---- | -------------- | -------- | --------------------------------- | --------------------------------- | ----------------------------- | --------------------------------- | --------------------------------- |
| 1986 | Hockenheimring | 80 cm³   | Gerhard Waibel (Real)             | Stefan Dörflinger (Krauser)       | Hans Spaan (Casal)            | Gerhard Waibel (Real)             | Stefan Dörflinger (Krauser)       |
| 1986 | Hockenheimring | 125 cm³  | Fausto Gresini (Garelli)          | Luca Cadalora (Garelli)           | August Auinger (Bartol)       | Fausto Gresini (Garelli)          | Luca Cadalora (Garelli)           |
| 1986 | Hockenheimring | Gespanne | Streuer / Schnieders (LCR-Yamaha) | Biland / Waltisperg (LCR-Krauser) | Webster / Hewitt (LCR-Yamaha) | Streuer / Schnieders (LCR-Yamaha) | Biland / Waltisperg (LCR-Krauser) |